# 諾丁漢城堡
諾丁漢城堡（Nottingham Castle）是英國的一座城堡，位於英格蘭諾丁漢。它由征服者威廉始建於1068年。在中世紀時，這座城堡曾經是一座大型皇家城堡，也是皇室不定期的住所。在16世紀時，諾丁漢城堡嚴重受損。在1831年，諾丁漢城堡被暴徒燒毀。在現在諾丁漢城堡仍有部分建築保留，並且作為博物館對公眾開放。